# Échilleuses
 Échilleuses  es una población y comuna francesa, situada en la región de Centro, departamento de Loiret, en el distrito de Pithiviers y cantón de Puiseaux.

## Demografía
| 760 | 754 | 768 | 829 | 873 | 878 | 888 | 923 | 918 | 900 | 874 | 836 | 831 | 782 | 739 | 703 | 618 | 554 | 514 | 482 | 414 | 428 | 419 | 394 | 340 | 365 | 344 | 311 | 280 | 270 | 272 | 323 |
| Para los censos de 1962 a 1999 la población legal corresponde a la población sin duplicidades (Fuente: INSEE [Consultar]) |     |     |     |     |     |     |     |     |     |     |     |     |     |     |     |     |     |     |     |     |     |     |     |     |     |     |     |     |     |     |     |